# Virginia Prince
Virginia Charles Prince, född 23 november 1912, död 2 maj 2009, var en amerikansk aktivist för transpersoners rättigheter. Hon publicerade tidningen Transvestia och startade Foundation for Personality Expression (FPE) och senare Society for the Second Self för manliga heterosexuella crossdressers.

## Tidningen Transvestia

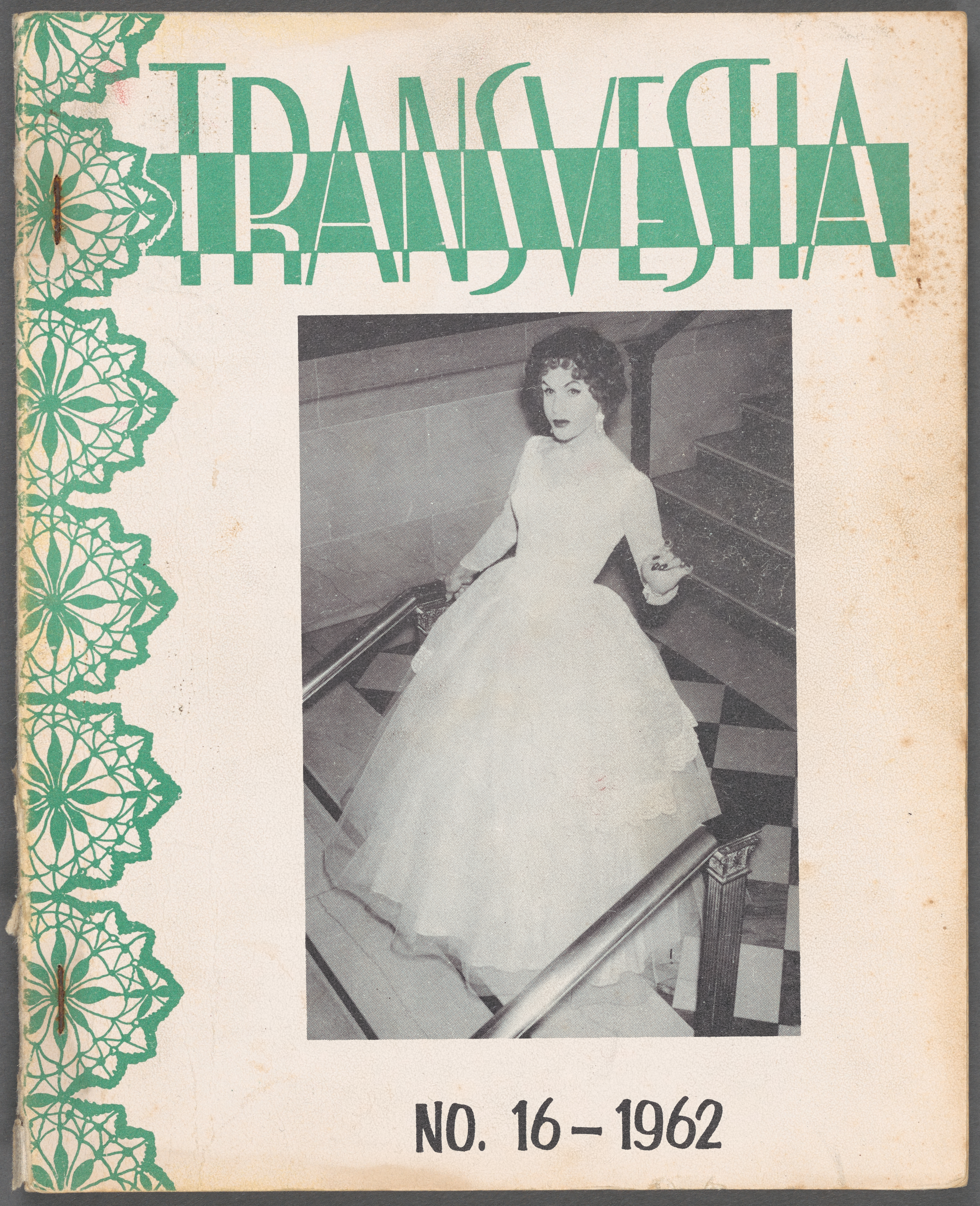
Framsidan av Transvestia, nummer 16, från 1962.

Tidningen Transvestia gavs ut av Prince från 1960 till 1980, i sammanlagt 100 nummer. Carol Beecroft gav ut ytterligare 11 nummer fram till 1986. Tidningen var en viktig källa till information och stöd för transpersoner under en tid då det fanns få andra resurser tillgängliga.